# Bradyidius rakuma
Bradyidius rakuma är en kräftdjursart som först beskrevs av L.V. Zvereva 1977.  Bradyidius rakuma ingår i släktet Bradyidius och familjen Aetideidae. Inga underarter finns listade i Catalogue of Life.